# BV-347
波音BV-347（英語：Boeing Vertol BV-347)是一款由波音旋翼機系統基於CH-47改裝而成的實驗直升機。

## 發展

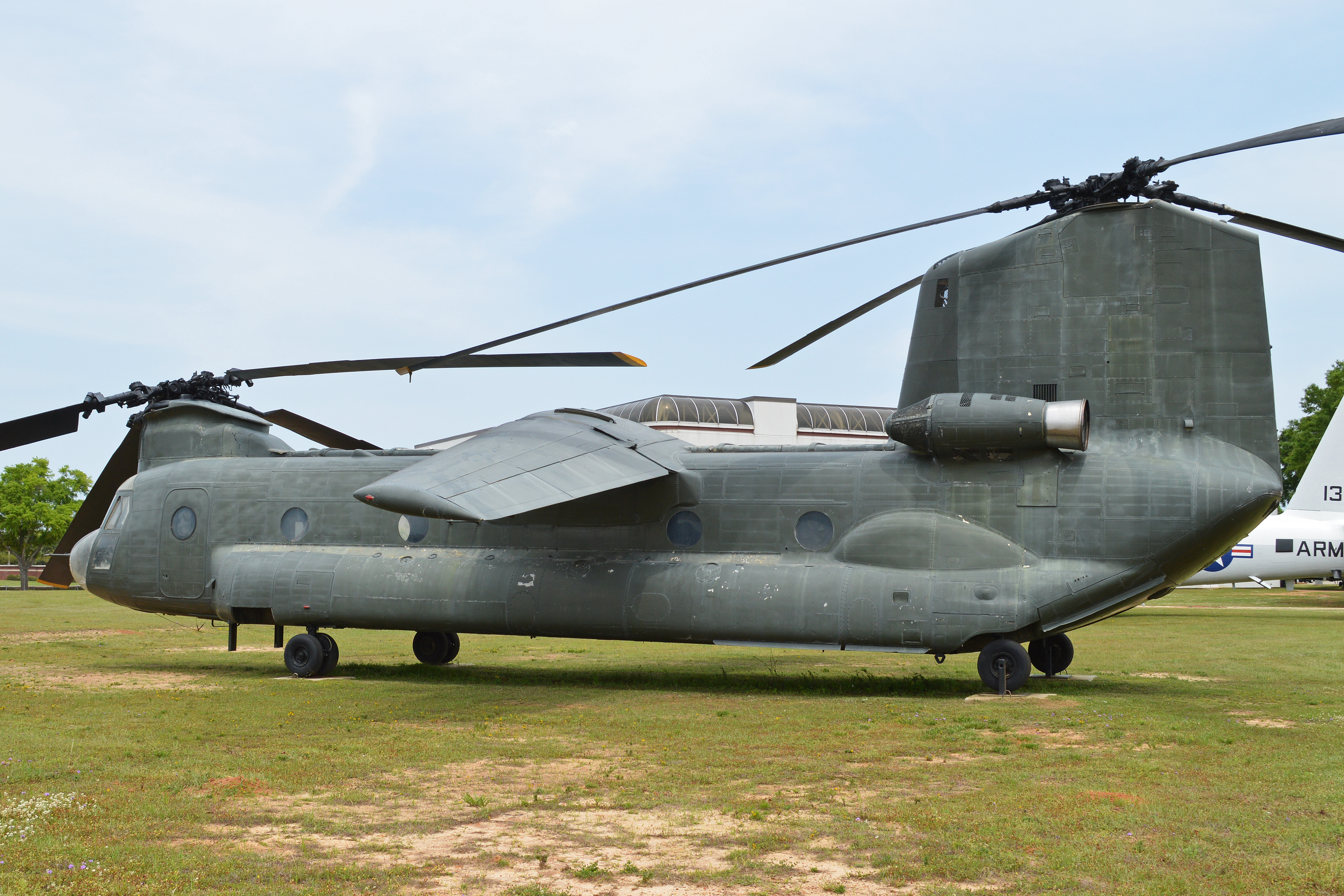

BV-347的開發始於1969年1月，當時美國陸軍與波音旋翼機系統簽訂合同改良CH-47。為此，陸軍提供一架CH-47A（序號 65-7992）進行改裝，以換取該計畫研究資料的專有權利。這些修改由波音公司資助，分兩個階段進行。第一階段從重新設計的旋翼開始，與CH-47的三葉片旋翼相比，該旋翼有四個直徑更大的葉片，以及一個30度偏移的撲翼鉸鏈。機身增長110in（280cm），將旋翼重疊度從原來CH-47的35%減少到了22%，並且後來添加了用於在機身上部安裝小機翼的裝置。後主旋翼架升高30in（76cm），以增加旋翼間隙並降低噪音。 引擎升級為T55-L-11，後來成為CH-47C的標準配備。並且，BV_347改進了駕駛艙佈局，添加了更厚的玻璃，以及其他改進以減少駕駛艙噪音。
第二階段在機身上增加了一對小機翼。 這些機翼用於提供額外的升力，使BV-347得以實現60度傾斜轉彎。它們的傾角從10度到向上85度不等，並具有全跨距襟翼。懸停期間，機翼將傾斜至85度，以盡量減少對旋翼下洗流的干擾。
BV-347於1970年5月27日以第一階段配置進行首次飛行。在第一階段試飛期間，BV-347真實空速177 knot(204mph;328 km/h)，並以其出色的穩定性和飛行特性以及低振動和噪音水平。 第二階段配置的飛行測試於1971年12月開始。
波音 Vertol使用BV-347作為其XCH-62開發的一部分。作為該計劃的一部分，BV-347以電傳操縱系統取代液壓機械旋翼控制系統，成為歷史上第一架由此類系統控制的直升機。BV-347還配備了一個可伸縮的腹側吊艙，帶有自己的一套控制裝置，用於操作負載回收系統。最初為XCH-62開發的側臂控制器安裝在吊艙中。新的控制系統對於新手飛行員來說很容易駕駛。在華盛頓哥倫比亞特區的演示期間，BV-347由超過125名飛行員駕駛，其中100名飛行員以前從未駕駛過此類型的飛機，其中一些人甚至能夠執行困難的機動。
BV-347的飛行測試於1975年完成。儘管陸軍無法用BV-347的加長機身和機翼來升級整個CH-47機隊，但後者確實影響了 CH-47D的一些改進，例如飛行控制系統和可靠性改進。
唯一的原型機現存放於阿拉巴馬州魯克爾堡的美國陸軍航空博物館。

## 型號
- BV-347 Phase I

將機身拉長的版本
- BV-347 Phase II

機身中部裝有小翼的版本
- Civil BV-347

民用版的BV-347，從未實現

## 外部連結
- BV-347 Phase II final report （页面存档备份，存于）